# Эшборн — Франкфурт 2025
62-й выпуск  Эшборн — Франкфурт — шоссейной однодневной велогонки по дорогам Германии. Гонка прошла 1 мая 2025 года в рамках Мирового тура UCI 2025. Победу одержал австралийский велогонщик Майкл Мэттьюс.

## Участники
| UCI WorldTeams (14)- Alpecin-Deceuninck - Arkéa-B&B Hotels - Bahrain-Victorious - Cofidis - EF Education-EasyPost - Intermarché-Wanty - Lidl-Trek - Movistar Team - Red Bull-BORA-hansgrohe - Soudal Quick-Step - Team Jayco AlUla - Team Picnic-PostNL - UAE Team Emirates XRG - XDS Astana Team UCI ProTeams (4)- Israel-Premier Tech - Q36.5 Pro Cycling Team - Tudor Pro Cycling Team - Uno-X Mobility |
| |

## Маршрут
К 62-му выпуску классическая гонка изменит своё стартовое место из-за проведения любительских соревнований ADAC Velotour и начнется в центре Эшборна, прямо на Ратушной площади. В остальном маршрут останется практически неизменным. Гонка начнётся в центре Франкфурта-на-Майне и подойдёт к площади Оперы. Затем пройдут два круга через Фельдберг и Маммольшайнер Штих, хорошо известные по предыдущему году. Второй спуск в Фельдберг будет изменён по соображениям безопасности. Раньше пелотон двигался через центр Эшборна, но теперь там будет фиктивный старт, а 0-й километр, переносится немного дальше в сторону Франкфурта. Таким образом, гонка сокращается в начале, но зато на втором круге в Таунусе на спуске с Фельдберга добавляется около трёх километров, так что общая дистанция практически не меняется. Новый спуск проходит по более широкой петле через Шмиттен, минуя опасный участок с плохим асфальтом на предыдущем спуске в Оберрифенберге. И, наконец, гонка вернётся в центр Франкфурта по дороге Герцен-Франкфурт и завершится в самом сердце города.

## Ход гонки
С самого старта 197,8-километровой гонки пелотон взял высокий темп. Уже на 10-м километре Лоуренс Питхи (Red Bull-Bora-Hansgrohe) и Пьер Тьерри (Arkéa-B&B Hotels) совершили успешную атаку, создав отрыв. Их преимущество достигло 6:15 к 161 км до финиша, но после горного спринта на 41,3 км команды Alpecin-Deceuninck и Lidl-Trek начали активно сокращать разрыв.
К 118 км до финиша Питхи потерял контакт с Тьерри на подъеме Mammolshain, а затем и сам француз был настигнут пелотоном на втором прохождении этого же подъема (97,5 км до финиша).

### Решающий момент
Команда Jayco-AlUla взяла инициативу в свои руки, резко увеличив темп на 7,8-километровом подъеме Feldberg. Это отсеяло многих фаворитов, включая Джаспера Филипсена (Alpecin-Deceuninck) и Жюля Алафилиппа (Tudor). В передней группе осталось всего 30 гонщиков, что сыграло на руку Мэттьюсу.
На последнем подъеме Mammolshain атаковали Нейлсон Поулесс (EF Education-EasyPost) и Альберт Витен Филипсен (Lidl-Trek), но их попытка была нейтрализована. Затем Макс Шахман (Soudal-QuickStep) попытался уйти в отрыв вместе с Георгом Мюльбергером (Movistar) и Андреасом Лекнесундом (Uno-X Mobility), но их преимущество не превысило 10 секунд.

### Финишный рывок
В последние 10 км Uno-X Mobility с тремя гонщиками контролировали группу, готовя спринт для Корта. Однако Мэттьюс, чувствуя момент, резко ускорился в последние метры и опередил Корта на колесо.

## Результаты
| \| Генеральная классификация \| Генеральная классификация \| Генеральная классификация \| Генеральная классификация \| Генеральная классификация \| \| Гонщик \| Гонщик \| Команда \| Время \| \| \| ------------------------- \| ------------------------- \| ------------------------- \| ------------------------- \| ------------------------- \| \| 1-й \| Майкл Мэттьюс \| Team Jayco AlUla \| 4ч 38' 33 \| \| \| 2-й \| Магнус Корт Нильсен \| Uno-X Mobility \| + 0 \| \| \| 3-й \| Йон Барренечеа \| Movistar Team \| + 0 \| \| \| 4-й \| Нильсон Паулесс \| EF Education-EasyPost \| + 0 \| \| \| 5-й \| Фредерик Вандал \| Red Bull-Bora-Hansgrohe \| + 0 \| \| \| 6-й \| Альберт Витен Филипсен \| Lidl-Trek \| + 0 \| \| \| 7-й \| Стефано Олдани \| Cofidis \| + 0 \| \| \| 8-й \| Марк Хирши \| Tudor Pro Cycling Team \| + 0 \| \| \| 9-й \| Нико Денц \| Red Bull-Bora-Hansgrohe \| + 0 \| \| \| 10-й \| Уоррен Баргиль \| Team Picnic-PostNL \| + 0 \| \| |                        |                         |           |
| |                        |                         |           |
| Источники: ProCyclingStats Cycling Quotient |                        |                         |           |
| Генеральная классификация |                        |                         |           |
| Гонщик | Гонщик                 | Команда                 | Время     |
| 1-й | Майкл Мэттьюс          | Team Jayco AlUla        | 4ч 38' 33 |
| 2-й | Магнус Корт Нильсен    | Uno-X Mobility          | + 0       |
| 3-й | Йон Барренечеа         | Movistar Team           | + 0       |
| 4-й | Нильсон Паулесс        | EF Education-EasyPost   | + 0       |
| 5-й | Фредерик Вандал        | Red Bull-Bora-Hansgrohe | + 0       |
| 6-й | Альберт Витен Филипсен | Lidl-Trek               | + 0       |
| 7-й | Стефано Олдани         | Cofidis                 | + 0       |
| 8-й | Марк Хирши             | Tudor Pro Cycling Team  | + 0       |
| 9-й | Нико Денц              | Red Bull-Bora-Hansgrohe | + 0       |
| 10-й | Уоррен Баргиль         | Team Picnic-PostNL      | + 0       |